# Famille de La Brousse de Verteillac
La famille de La Brousse de Verteillac est une maison de la noblesse française, originaire du Nontronnais, au nord de l'actuel département de la Dordogne, et qui donna deux gouverneurs à la province du Périgord au XVIIIe siècle. Elle s'est alliée notamment aux maisons princières et ducales de Broglie-Revel (1782), Bourbon-Conti (1828), La Rochefoucauld-Doudeauville (1841) et de Rohan-Chabot (1872).

## Histoire
Thibaud de La Brousse, seigneur de La Pouyade (Sceau-Saint-Angel), Puyrigard (Nontron) et autres lieux, est anobli par lettres patentes en 1644 pour services de guerre. Le 13 juillet 1656, il acquiert de la famille de Gontaut, la seigneurie de Verteillac près de Ribérac, et y meurt en 1681. Il est le père de Nicolas de La Brousse, militaire, élève de Vauban, et dont Louis XIV dira à la veuve, cousine de Fouquet : « J'ai perdu dans le comte de Verteillac, le meilleur officier d'infanterie que j'ai eu depuis le maréchal de Turenne. »

## Personnes notables
- Thibault de La Brousse (1575-1658), seigneur d'Athis, conseiller d'État, gouverneur de Saumur.
- Nicolas de La Brousse (1648-1693), comte de Verteillac, maréchal de camp, gouverneur de Mons et du Hainaut, tué au combat, petit-neveu du précédent ;
- César-Pierre-Thibault de La Brousse de Verteillac (1729-1778), maréchal de camp, sénéchal et gouverneur du Périgord, petit-neveu du précédent ;
- La comtesse de Verteillac, dont le précédent fut le mari, qui possédait une collection scientifique et dont le naturaliste Réaumur lui envie un rare poisson pétrifié[4].
- François-Gabriel-Thibault de La Brousse de Verteillac (1763-1854), maire de Dourdan, député de Seine-et-Oise[5], officier de la Légion d'honneur, fils du précédent ;
- César-Augustin-Charles de La Brousse de Verteillac (1798-1887), capitaine d'artillerie, polytechnicien (X1817), officier de la Légion d'honneur, fils du précédent ;
- Angélique Henriette de La Brousse de Verteillac (1797-1881), sœur du précédent, mariée en 1828 avec Félix de Bourbon-Conti (1772-1840), puis en 1841 avec Sosthènes de La Rochefoucauld (1785-1864), 2e duc de Doudeauville, aide-de-camp de SM le Roi Charles X ;
- Herminie de La Brousse de Verteillac (1853-1926), femme de lettres, duchesse de Rohan, fille du précédent.

## Possessions
- Château fort de Verteillac (détruit[6])
- Hôtel de Verteillac, 35 boulevard des Invalides, Paris (détruit)
- Château d'Athis, vendu à Mademoiselle de Charolais en 1743, acquisition de la seigneurie d'Athis en 1628
- Château du Parterre (Dourdan), acheté en 1738
- Vestiges du château fort de La Tour-Blanche, siège d'une baronnie, vendu comme bien national en 1794 pour cause d'émigration
- Château du Fou, par mariage avec demoiselle d'Appelvoisin

## Galerie

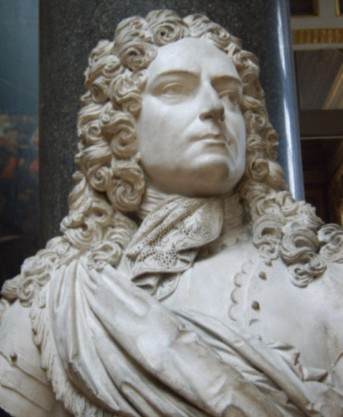
Buste du comte de Verteillac au château de Versailles.
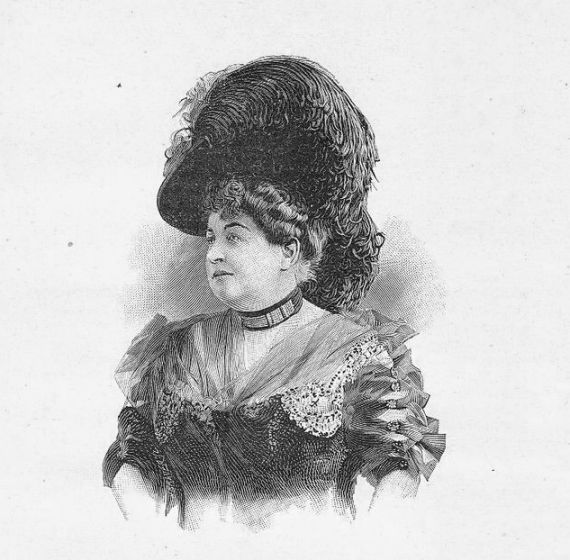
Gravure de la duchesse de Rohan.
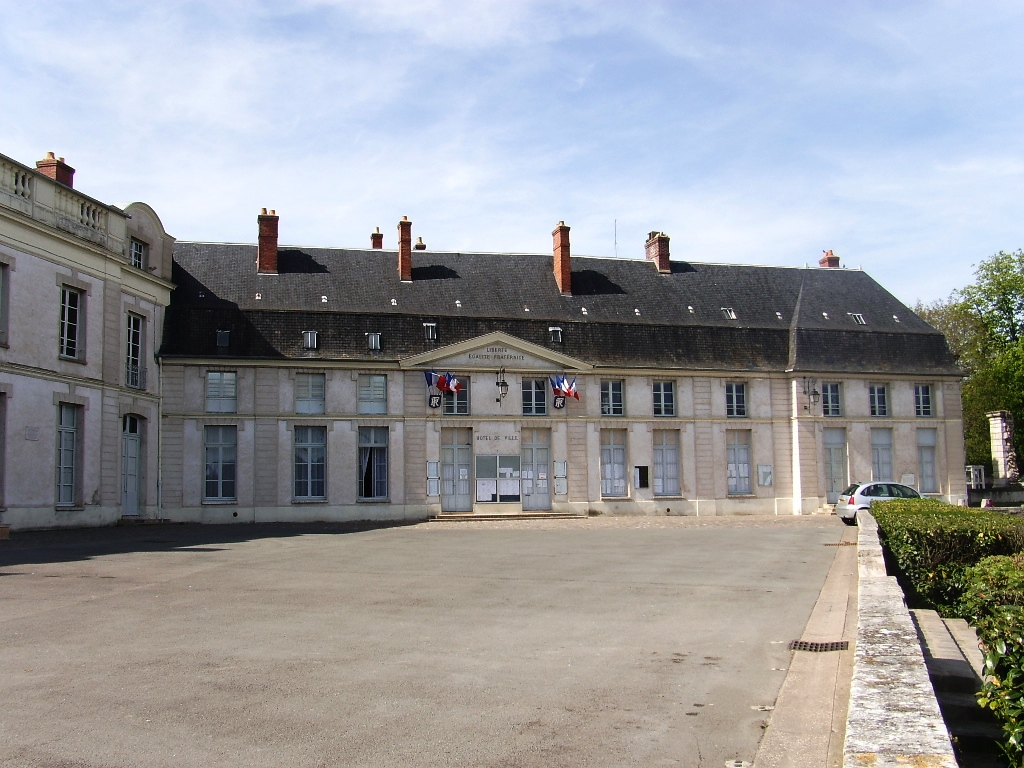
Château du Parterre vendu à la commune de Dourdan, aujourd'hui Hôtel de ville.
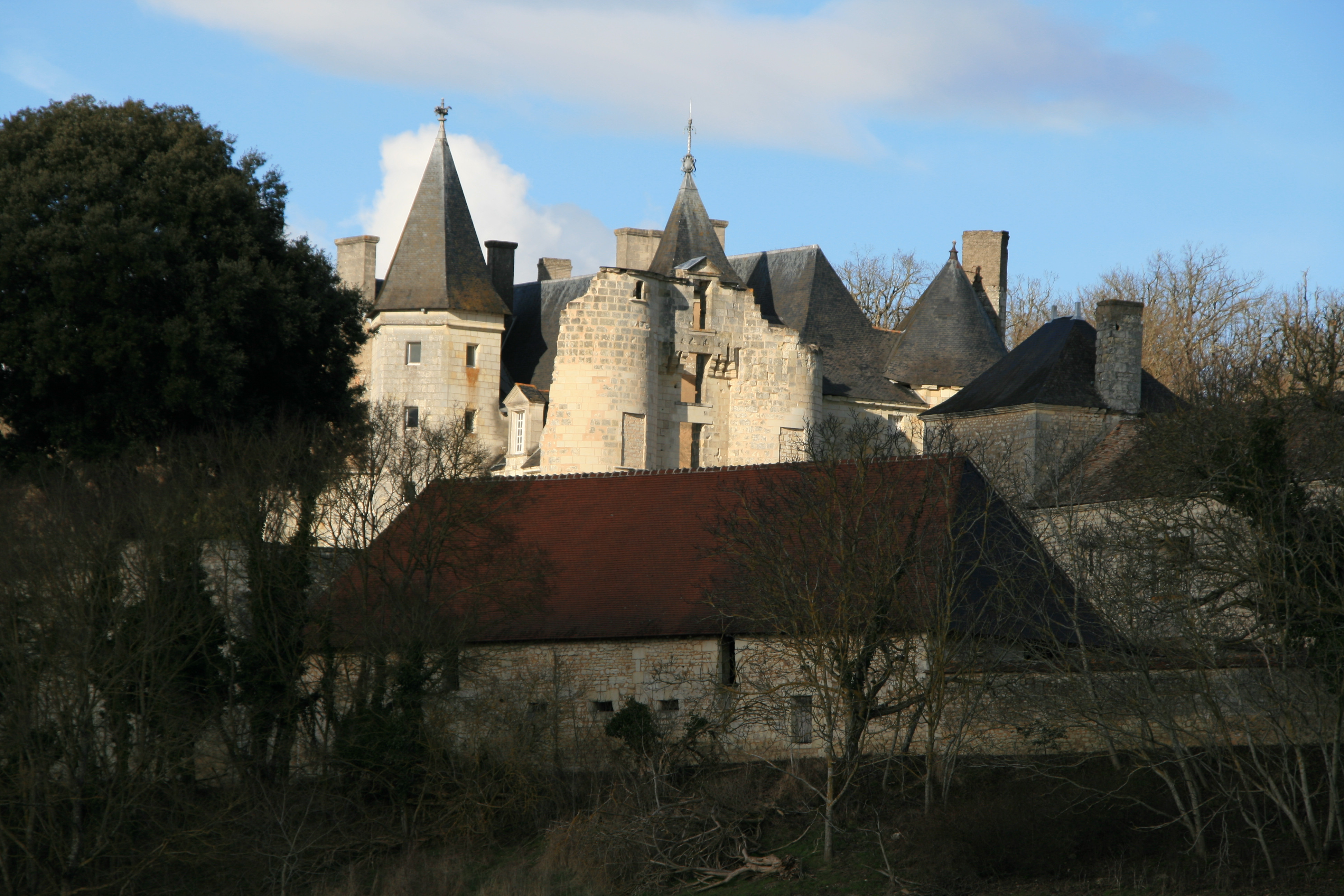
Résidence du marquis de Verteillac après 1828, maire et conseiller général de Vouneuil-sur-Vienne[7].